# Burakovski (Krasnodar)
Burakovski (del ruso: Бураковский) es un jútor del raión de Korenovsk del krai de Krasnodar, en Rusia. Está situado a orillas del río Beisuzhok Izquierdo, afluente del río Beisug, 12 km al este de Korenovsk y 65 km al nordeste de Krasnodar, la capital del krai. Tenía 1 897 habitantes en 2010.
Es cabeza del municipio Burakóvskoye.

## Historia
La primera mención escrita sobre Burakovski, en su nombre anterior Beisuzhokski, se remonta a 1884, aunque se sabe que un colono llamado Kotliarevski viía aquí a mediados del siglo XIX. Fue poblado por colonos rusos y ucranianos que llegaron aquí escapando de los terratenientes de sus tierras de origen. Su nombre cambió en homenaje al tirador de ametralladora Grigori Burakov, que murió en las filas del Ejército Rojo durante la guerra civil rusa. En 1929 se funda el primer koljós, de nombre Elektrosila.
Durante la Gran Guerra Patria fue ocupado por la Wehrmacht de la Alemania Nazi en agosto de 1942, siendo liberada por el Ejército Rojo de la Unión Soviética el 1-2 de febrero de 1943. En la década de 1950 se desarrolló la cría de caballos.

## Demografía
| 2004  | 2010  |
| ----- | ----- |
| 1 918 | 1 897 |